# Гилёва, Алина Алексеевна
Алина Алексеевна Гилёва (7 мая 1997, Добрянка, Пермский край) — российская биатлонистка, чемпионка России. Мастер спорта России.

## Биография
Начинала заниматься лыжным спортом и биатлоном в школьных секциях, а затем в ДЮСШ г. Добрянки. Первые тренеры — Курбанов Ильгизар Миниханович, Ахметшин Павел Юрьевич. С 2013 года занималась в юниорской команде Свердловской области, затем в разные годы представляла Пермский край и Красноярский край. Тренировалась у Чегодаева, М. В. Шашишлова (Свердловская область), И. А. Каринцева (Пермский край, г. Чайковский), Л. П. Пановой (Красноярск).
Неоднократная победительница и призёрка юниорских всероссийских соревнований, первенств России (чемпионка в командной гонке в 2016 году, бронзовый призёр в эстафете в 2019 году; в летнем биатлоне — бронзовый призёр в эстафете в 2016 году), всероссийской Универсиады (2020, масс-старт).
Участница Европейского зимнего юношеского олимпийского фестиваля (2015, Австрия), заняла 20-е место в спринте. Участница юниорского чемпионата мира 2016 года по летнему биатлону в Отепя, где заняла 16-е место в спринте и 13-е — в гонке преследования.
На взрослом уровне в 2020 году стала чемпионкой России в патрульной гонке и серебряным призёром в командной гонке в составе сборной Красноярского края.
Окончила Чайковский ГИФК.